# Sharon Pollock
Sharon Pollock (ur. 19 kwietnia 1936 w Fredericton, zm. 22 kwietnia 2021 w Calgary) – kanadyjska dramatopisarka i reżyserka teatralna.

## Życiorys
Studiowała na Uniwersytecie Nowego Brunszwiku, później w 1966 przeniosła się do Calgary, gdzie związała się z Theatre Calgary. W 1971 napisała pierwszą sztukę, A Compulsory Option, która zdobyła Alberta Playwriting Competition. Wykładała dramatopisarstwo na Uniwersytecie Alberty, w 1984 została dyrektorem artystycznym Theatre Calgary, 1988-1990 była dyrektorem artystycznym Theatre New Brunswick. W latach 70. pisała głównie sztuki o tematyce politycznej osadzone w historii zachodniej Kanady, m.in. Walsh (1973), The Komagata Maru Incident (1976). W latach 80. w twórczości poruszała głównie problemy rodziny i jednostki z perspektywy feministycznej, np. Blood Relations (1980) i Doc (1984) (na motywach autobiograficznych). Poza tym napisała sześć sztuk dla dzieci. W 1988 otrzymała Canada-Australia Literary Prize. W 1992 założyła Garry Theatre w Calgary, gdzie w 1993 napisała i wyreżyserowała sztukę Saucy Jack. Sztuki Moving Pictures (1999), End Dream (2000) (które także wyreżyserowała) i Angel's Trumpet (2001) poruszają temat walki kobiet o realizowanie ich artystycznych talentów w środowisku zdominowanym przez mężczyzn. W 1998 została wybrana przewodniczącą Alberta Playwrights Network. W 1999 uzyskała doktorat z prawa na Queen's University, a w 2005 doktorat honoris causa Uniwersytetu Alberty.